# 巴登的威廉 (1829-1897)
巴登的威廉王子（德語：Ludwig Wilhelm August von Baden，1829年12月18日—1897年4月27日），巴登大公利奧波德的第四子，德意志帝國宰相馬克西米利安的父親。

## 家庭
1863年，威廉與瑪麗亞·瑪希米蓮諾芙娜結婚，兩人共有1子1女：
- 瑪麗公主（1865年—1939年），安哈特公爵夫人
- 馬克西米利安王子（1867年—1929年），德意志帝國宰相

## 軍旅生活
普奧戰爭期間，威廉王子原是德意志邦聯第八軍團的將軍。巴登與普魯士停火後，普魯士國王威廉一世准許巴登軍隊返回家鄉。戰後，威廉王子以普魯士軍隊為藍圖，對巴登軍隊作出改革。
德法戰爭期間，威廉王子領軍攻擊第戎。法軍的抵抗使德軍損失慘重，但最終德軍成功占領這座城市。1895年德皇威廉二世授與威廉王子功勳勳章，普魯士軍隊的最高榮譽。